# Ligne de Copenhague à Fredericia
La ligne de Copenhague à Fredericia est une ligne de chemin de fer danoise, reliant Copenhague, la capitale et plus grande ville du Danemark, à la péninsule du Jutland, la péninsule formant la partie continentale du Danemark, en passant par les îles de Seeland et Fionie. Étant ainsi l'une des principales artères du réseau ferroviaire danois, elle est à double voie et entièrement électrifiée. Il est administré par la gestionnaire d'infrastructure ferroviaire Banedanmark et a une longueur d'environ 220 kilomètres.
Rassemblé au fil du temps par plusieurs lignes, l'artère se compose principalement des lignes ferroviaires à travers l'île de Seeland et à travers l'île de Fionie, tous deux construits au milieu du XIXe siècle. Reliées à l'origine par les ferries du Grand Belt, ces deux lignes ont été rejointes en 1997 par la liaison du Grand Belt.